# XXIII округ (Будимпешта)
XXIII округ (мађ. XXIII. kerület) или Шорокшар (мађ. Soroksár) је један од 23 округа Будимпеште. То је најновији округ, основан 1994. године, издвајањем из XX округа.